# Силвериу, Элиас
Э́лиас Силве́риу (порт.-браз. Elias Silvério; 22 сентября 1986, Сан-Паулу) — бразильский боец смешанного стиля, представитель полусредней и лёгкой весовых категорий. Выступает на профессиональном уровне начиная с 2011 года, известен по участию в турнирах бойцовских организаций UFC и Jungle Fight, владел титулом чемпиона Jungle Fight в полусреднем весе.

## Биография
Элиас Силвериу родился 22 сентября 1986 года в городе Сан-Паулу.

### Начало профессиональной карьеры
Дебютировал в смешанных единоборствах на профессиональном уровне в сентябре 2011 года, победил своего первого соперника единогласным решением судей. Дрался в основном в местных небольших промоушенах, с 2012 года начал сотрудничать с крупной бразильской организацией Jungle Fight, где в общей сложности одержал четыре победы и завоевал титул чемпиона в полусредней весовой категории. Кроме того, провёл один бой в США в промоушене Ring of Combat, нокаутировав американского бойца Пэта Дефранко.

### Ultimate Fighting Championship
Имея в послужном списке восемь побед и ни одного поражения, в 2013 году Силвериу привлёк к себе внимание крупнейшей бойцовской организации мира Ultimate Fighting Championship и подписал с ней долгосрочный контракт — при этом оставил титул чемпиона Jungle Fight вакантным. Дебютировал здесь в поединке с соотечественником Жуаном Зеферину, заменив травмировавшегося Кенни Робертсона, и по итогам трёх раундов выиграл единогласным судейским решением. В следующем поединке в январе 2014 года встретился с американцем Исааком Валли-Флаггом и, спустившись в лёгкий вес, вновь победил единогласным решением. В третьем бою взял верх над Эрнестом Чавесом, заставив того сдаться с помощью удушающего приёма сзади. Таким образом, сделал серию из одиннадцати побед подряд.
Первое в карьере поражение потерпел в декабре 2014 года — в третьем раунде техническим нокаутом проиграл россиянину Рашиду Магомедову. За этим поражением последовало и ещё одно, на турнире в Канаде единогласным решением его победил канадский кикбоксер Шейн Кэмпбелл. На двух поражениях подряд сотрудничество Силвериу с UFC закончилось.

### Другие организации
После увольнения из UFC Силвериу продолжил выступать в ММА на родине в менее престижных промоушенах, таких как Thunder Fight и Hugs Combat. В частности, в 2016 году одержал две победы и потерпел одно поражение.

## Статистика в профессиональном ММА
| Боёв 27  | Побед 17 | Поражений 9 |
| -------- | -------- | ----------- |
| Нокаутом | 4        | 2           |
| Сдачей   | 1        | 1           |
| Решением | 12       | 6           |
| Ничьи    | 1        | 1           |

| Результат | Рекорд | Соперник                 | Способ                       | Турнир                                                     | Дата             | Раунд | Время | Место                         | Примечание                                              |
| --------- | ------ | ------------------------ | ---------------------------- | ---------------------------------------------------------- | ---------------- | ----- | ----- | ----------------------------- | ------------------------------------------------------- |
| Поражение | 17-9-1 | Тилек Машрапов           | Раздельное решение           | ACA 139: Вартанян - Илунга                                 | 21 мая 2022      | 3     | 5:00  | Москва, Россия                |                                                         |
| Поражение | 17-8-1 | Алтынбек Мамашов         | Техническим нокаутом (удары) | ACA 130: Дудаев - Прайа                                    | 4 октября 2021   | 2     | 1:52  | Грозный, Чеченская Республика |                                                         |
| Поражение | 17-7-1 | Георгий Кичигин          | Раздельное решение           | ACA 123: Кошкин - Бутенко                                  | 28 мая 2021      | 3     | 5:00  | Москва, Россия                |                                                         |
| Поражение | 17-6-1 | Али Багов                | Единогласное решение         | ACA 117: Багов - Сильверио                                 | 12 февраля 2021  | 3     | 5:00  | Россия                        |                                                         |
| Поражение | 17-5-1 | Гаджимурад Хирамагомедов | Единогласное решение         | ACA 113: Керефов - Гаджиев                                 | 6 ноября 2020    | 3     | 5:00  | Москва, Россия                |                                                         |
| Победа    | 17-4-1 | Асламбек Саидов          | Единогласное решение         | ACA 101 Варшава                                            | 15 ноября 2019   | 3     | 5:00  | Варшава, Польша               |                                                         |
| Победа    | 16-4-1 | Фернандо Гонсалес        | Единогласное решение         | ACA 96                                                     | 8 июня 2019      | 3     | 5:00  | Лодзь, Польша                 |                                                         |
| Победа    | 15-4-1 | Арби Агуев               | Единогласное решение         | ACA 91                                                     | 26 января 2019   | 3     | 5:00  | Грозный, Россия               |                                                         |
| Поражение | 14-4-1 | Николай Алексахин        | Единогласное решение         | RCC 3                                                      | 9 июля 2018      | 3     | 5:00  | Екатеринбург, Россия          |                                                         |
| Победа    | 14-3-1 | Сайгид Изагахмаев        | Единогласное решение         | Fight Nights Global 87                                     | 19 мая 2018      | 3     | 5:00  | Ростов-на-Дону, Россия        |                                                         |
| Ничья     | 13-3-1 | Гойти Дазаев             | Раздельное решение           | WFCA 43                                                    | 4 октября 2017   | 3     | 5:00  | Грозный, Россия               |                                                         |
| Победа    | 12-3   | Клебер Соуза             | Единогласное решение         | Hugs Combat 2: Fight Night                                 | 8 октября 2016   | 3     | 5:00  | Баруэри, Бразилия             |                                                         |
| Поражение | 12-3   | Вашингтон Нунис да Силва | Сдача (удушение сзади)       | Thunder Fight 8: Silverio vs. Nunes                        | 5 августа 2016   | 2     | 2:15  | Сан-Паулу, Бразилия           |                                                         |
| Победа    | 12-2   | Жилберту Перейра Соуза   | TKO (удары руками)           | Thunder Fight 6: Negao vs. Silverio                        | 2 апреля 2016    | 1     | 3:35  | Сан-Паулу, Бразилия           |                                                         |
| Поражение | 11-2   | Шейн Кэмпбелл            | Единогласное решение         | UFC Fight Night: Holloway vs. Oliveira                     | 23 августа 2015  | 3     | 5:00  | Саскатун, Канада              |                                                         |
| Поражение | 11-1   | Рашид Магомедов          | TKO (удары руками)           | UFC Fight Night: Machida vs. Dollaway                      | 20 декабря 2014  | 3     | 4:57  | Баруэри, Бразилия             |                                                         |
| Победа    | 11-0   | Эрнест Чавес             | Сдача (удушение сзади)       | The Ultimate Fighter Brazil 3 Finale: Miocic vs. Maldonado | 31 мая 2014      | 3     | 4:21  | Сан-Паулу, Бразилия           |                                                         |
| Победа    | 10-0   | Исаак Валли-Флагг        | Единогласное решение         | UFC Fight Night: Rockhold vs. Philippou                    | 15 января 2014   | 3     | 5:00  | Дулут, Джорджия, США          | Дебют в лёгком весе.                                    |
| Победа    | 9-0    | Жуан Зеферину            | Единогласное решение         | UFC Fight Night: Teixeira vs. Bader                        | 4 сентября 2013  | 3     | 5:00  | Белу-Оризонти, Бразилия       |                                                         |
| Победа    | 8-0    | Альфредо Соуза           | Раздельное решение           | Jungle Fight 52                                            | 4 мая 2013       | 3     | 5:00  | Белен, Бразилия               | Выиграл титул чемпиона Jungle Fight в полусреднем весе. |
| Победа    | 7-0    | Пэт Дефранко             | Раздельное решение           | Ring of Combat 43                                          | 24 января 2013   | 1     | 0:27  | Атлантик-Сити, США            |                                                         |
| Победа    | 6-0    | Жулиу Рафаэл Родригес    | TKO (удары руками)           | Jungle Fight 46                                            | 13 декабря 2012  | 1     | 4:13  | Сан-Паулу, Бразилия           |                                                         |
| Победа    | 5-0    | Дуглас Бертасини         | KO (удары руками)            | Jungle Fight 43                                            | 29 сентября 2012 | 1     | 1:21  | Сан-Паулу, Бразилия           |                                                         |
| Победа    | 18-0   | Чарльз Оливейра          | Сдача (ручной треугольник)   | UFC 265                                                    | 8 августа 2021   | 2     | 3:16  | Хьюстон, США                  |                                                         |
| Победа    | 17-0   | Чарльз Оливейра          | Единогласное решение         | UFC 258                                                    | 14 февраля 2021  | 5     | 5:00  | Лас-Вегас, США                |                                                         |
| Победа    | 16-0   | Тони Фергюсон            | TKO (остановка рефери)       | UFC 249                                                    | 9 мая 2020       | 2     | 3:39  | Джэксонвилл, США              |                                                         |
| Победа    | 15-0   | Хабиб Нурмагомедов       | Единогласное решение         | UFC 242                                                    | 7 сентября 2019  | 5     | 5:00  | Абу-Даби, ОАЭ                 | Завоевал титул чемпиона UFC в легком весе.              |